# 歐帕倫普人
歐帕倫普人（英語：Oompa-Loompas） 是出現在羅德・達爾的原著小說系列《查理與巧克力工廠》中的虛構族群。在所有版本的故事中，他們被設定為威利·旺卡巧克力工廠的主要員工，特徵是身材矮小，把可可豆當薪水，喜歡唱歌跳舞。他們的外貌與背景設定會隨不同版本而異。

## 外觀與設定
在《巧克力冒險工廠》的最初版本中，歐帕倫普人被描繪為黑皮膚的非洲俾格米人，此設定引發了爭議。1970年，美國全國有色人種協進會指出這些角色帶有對奴隸制的影射。羅德・達爾強調歐帕倫普人沒有帶有種族歧視，並修改了小說，把奧帕倫怕人的膚色改成白色，出身地也從非洲改為名為倫普國（英語：Loompaland）的虛構島嶼。新版角色造型則由英國插畫家費絲・賈克斯繪製。
在1971年上映的電影《歡樂糖果屋》中，歐帕倫普人的膚色為橘色、髮型為綠色的龐巴度，穿著棕色上衣與白色的吊帶褲 ，由多位患有侏儒症的演員飾演。
在2005年的新版電影《查理與巧克力工廠》中，所有的歐帕倫普人皆為外貌相同的角色，穿著太空時代風格的連身衣，皆由肯亞裔英國演員狄普・羅伊一人飾演。
在2023年上映的前傳電影《旺卡》中，唯一出現的歐帕倫普人名為洛夫蒂（英語：Lofty） ，由休·葛蘭飾演。他的造型參考1971年電影中的版本，其僅45公分高的矮小身形與橘色膚色透過數位特效製作而成。

## 影響

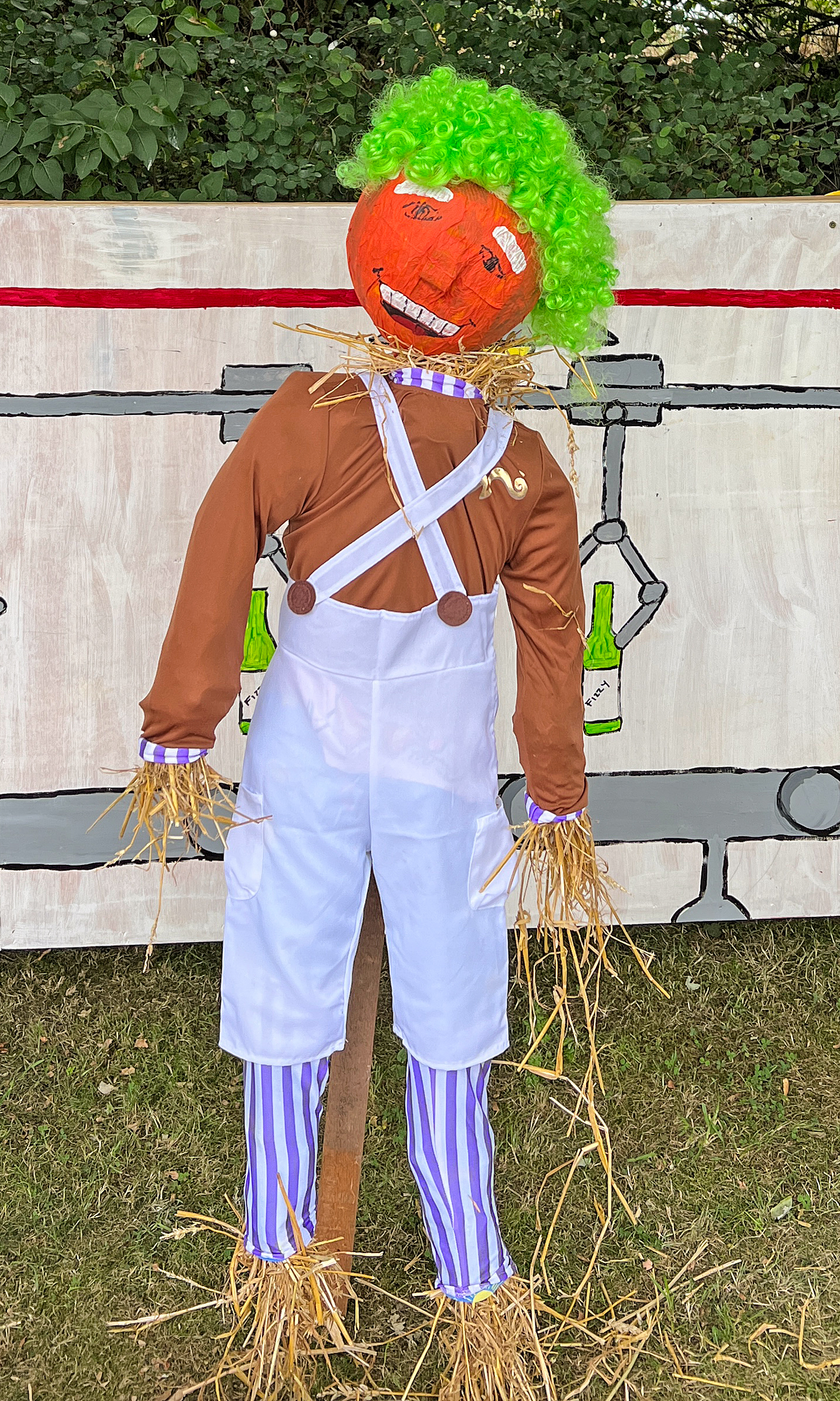
歐帕倫普造型的稻草人

歐帕倫普人是動畫電影《神偷奶爸》角色——小小兵的設計靈感之一。
2017年，一種蜘蛛在巴西的可可樹發現，被命名為Myrmecium oompaloompa，名稱靈感來自歐帕倫普人。
2023年，美國音樂人Jagwar Twin發行單曲〈Bad Feeling (Oompa Loompa)〉，該歌曲沿用了1971年電影中歐帕倫普人的主題曲副歌旋律和歌詞，獲得《告示牌》Hot Rock & Alternative Songs第36名，並拿下Pop Airplay第33名。
2024年，蘇格蘭格拉斯哥民眾自發舉辦一場威利的巧克力體驗活動。有民眾扮裝成歐帕倫普人，表情疲憊又無奈的模樣在網路上瘋傳，並成為網路迷因，該角本尊是視覺藝術家克莉絲蒂·帕特森。
2024年美國總統大選期間，總統候選人川普因其「螢光眉毛」及「橘色肌膚」，而被許多網民拿來與刻板印象中的歐帕倫普人比較，掀起一波全球網路迷因熱潮。